# 萨克迪纳制
萨克迪纳制 是阿瑜陀耶王国至拉達那哥欣王國早期泰國實行的一种社会等级制度。萨迪在泰语中的意思是权利，纳的意思是田地。該制度规定當局授予泰國王子、贵族、官吏、平民百姓、农奴、奴婢的田地数量。例如二王可以拿到10万莱田地，最高級貴族可以拿到1万莱田地。平民可以拿到15至25莱田地。奴婢可以拿到5莱田地。朱拉隆功改革期間，泰國实行官吏薪给制，萨克迪纳制被廢除。
自1945年以来，萨克迪纳一词经常被人用来批评泰国當局。  2020年—2022年泰國示威期間，有示威者还批评泰国政府仍在堅持獨裁以及萨克迪纳。